# 达杜县

所在位置

达杜县(Urdu: ضلع دادو)，巴基斯坦信德省的一个县，位于该省东部。总面积19070km²，总人口1,688,811(1998)，21%的人生活于市区。行政中心位于达杜市。当地居民主要信仰伊斯兰教。

## 行政区划
达杜县分为7个乡。